# From One Second to the Next
From One Second to the Next (deutsch: Von einer Sekunde auf die andere) ist ein Dokumentarfilm des deutschen Regisseurs Werner Herzog aus dem Jahr 2013. Der Film entstand im Auftrag der Kampagne „Texting and Driving – It can wait“. Er soll in den Vereinigten Staaten in 40.000 Schulen gezeigt werden und ist auch auf der Videoplattform YouTube frei zugänglich.

## Handlung
In vier Episoden dokumentiert Herzog Unfälle, die von SMS-schreibenden Fahrern verursacht wurden.